# Le Barp

Le Barp este o comună în departamentul Gironde din sud-vestul Franței. În 2009 avea o populație de 4.523 de locuitori.

## Evoluția populației
| An        | 1975  | 1982  | 1990  | 1999  | 2006  | 2009  |
| --------- | ----- | ----- | ----- | ----- | ----- | ----- |
| Populație | 1.303 | 2.238 | 2.584 | 3.242 | 4.293 | 4.523 |